# Campylospermum dybovskii
Campylospermum dybovskii är en tvåhjärtbladig växtart som beskrevs av Van Tiegh.. Campylospermum dybovskii ingår i släktet Campylospermum och familjen Ochnaceae. Inga underarter finns listade i Catalogue of Life.